# Zone industrielle de Bafoussam-Banengo
La zone industrielle de Bafoussam-Banengo est un territoire de la ville de Bafoussam où sont implantées plusieurs industries et sociétés d'agriculture, de transformation, d’agroalimentaire, de commerce, de distribution et de transports. Elle est située dans deux arrondissements Banengo et Koptchou dans la région de l'Ouest au Cameroun.

## Description
La zone s'étend sur 25 hectares (ha) sur l'arrondissement de Banengo et 3 hectares (ha) sur celui de Koptchou; tous situés dans le département de la Mifi à la région de l'Ouest du Cameroun.

## Gestion
| \| 500 km1:18 610 000 \| Yaoundé (114 ha) Bassa(150 ha) Ngaoundéré (115 ha) Djamboutou (90 ha) Bamenda (44 ha) Ombé (17 ha) Koumé (105 ha) Mandjou (120 ha) Bonabéri (192 ha) Bafoussam (28 ha) Kribi (3000 ha) Yassa (400 ha) Dibombari (300 ha) Nomayos (201 ha) Meyomessala (100 ha) |
| 500 km1:18 610 000 |

| 500 km1:18 610 000 |

| Zones industrielles existantes |
| Zones industrielles en projet  |
| (192 ha) Taille (en hectares)  |

La gestion de la zone industrielle de Bafoussam-Bamengou est assurée par la Mission de développement et d’aménagement des zones industrielles (Magzi) sous-tutelle du Ministère des Mines, de l’Industrie et du Développement Technologique.

## Transports
Elle est une zone transit en matière de logistique et transport. Elle dessert les voies terrestres et aériennes.